# Solid State Logic
Solid State Logic (также SSL) — британская компания-производитель микшерных пультов.
В 1969 году британский изобретатель и предприниматель Колин Сондерс занимался производством электрооборудования для органов с использованием твердотельных реле. Так появилась фраза «solid state logic» (с англ. — «твердотельная логика»), определившая название компании Сондерса. Большая часть сотрудников имела музыкальное или звукоинженерное образование, поэтому им пришла в голову идея попробовать создать новый тип микшерного пульта. В течение нескольких лет компания сконструировала несколько пробных образцов и запустила производство. 
К 1976 году было создано и продано два экземпляра первой консоли A Series, а также шесть экземпляров усовершенствованного пульта SL 4000 B Series. В октябре 1989 года была представлена цифровая звуковая рабочая станция ScreenLogic. Прорыв в сфере автоматизации был совершён компанией в 1991 году вместе с выходом моделей SL 8000G и G+. В 1992 году SSL выпустили автоматизированную рабочую станцию Scenaria, поддерживающую интеграцию с цифровым видео и аудио, а в 1993 — платформу OmniMix, поддерживающую несколько форматов объёмного звука. 1994 год ознаменовался выходом пульта 9000J, который стал широко востребован в студиях по всему миру и закрепил репутацию SSL, как ведущего производителя микшерных пультов и консолей для сведения.
Штаб-квартира Solid State Logic находится в Оксфордшире, Англия. Производство, сборка и тестирование консолей ведётся на собственном заводе. На каждый пульт наносится имя клиента. Размер пульта также варьируется в зависимости от заказчика: это может быть как огромная плата со 120 входами, так и миниатюрная четырёхканальная консоль. Отдельные продукты настраиваются по желанию клиента, начиная от угла наклона консоли и заканчивая её цветом.
- Микшерные пульты Solid State Logic
- SL4000G+
- SSL9000
- SL9064J
- SL9064J